# モンスターコンプリワールド
『モンスターコンプリワールド』は、1999年5月27日にアイディアファクトリーから発売されたPlayStation用のゲームソフト。「モンコン」と略される。

## 概要
音楽CDや、ゲームのCDを読み込ませることによって、ダンジョンを作り出すというシステムが特徴。続編に、『伝説獣の穴 モンスターコンプリワールド Ver.2』がある。時代は「スペクトラルフォース」より数年前にあたる。

## あらすじ
エネルギーを失いつつある世界。世界を救うために必要なのは、はるか昔に人間が失ってしまった、純粋に生きようとする魂だった。今、その魂を持っているのはモンスターのみ。主人公は、モンスターの力を探す旅に出る。

## 登場人物
シフォン
ティナ
カラスマル
ブレイク

## 主題歌
オープニングテーマ『止まらないで』
作詞、作曲：平阪佳久、編曲：埜邑紀見男、歌：ウインズ
エンディングテーマ『JUST MY FRIEND』
作詞、作曲：亀岡利幸、編曲：平阪佳久、歌：ウインズ

## 関連商品

### 攻略本
- モンスターコンプリワールド ブースターブック・ティナ ISBN 4471360426
- モンスターコンプリワールド ブースターブック・カラスマル ISBN 4471360434
- モンスターコンプリワールド ブースターブック・ブレイク ISBN 4471360442
- モンスターコンプリワールド 公式パーフェクトプログラム ISBN 4471360418
- モンスターコンプリワールド 育成バトル真書 ISBN 4877197125
- モンスターコンプリワールド 大百科モンスターアルバム ISBN 4766932137

### 漫画
- コミック モンスターコンプリワールド&スペクトラル4コマ+シフォン外伝 ISBN 4877197095

### CD
- モンスターコンプリワールド オリジナルサウンドトラック